# Distretto di Cayalti
Il distretto di Cayalti è uno dei venti distretti della provincia di Chiclayo, in Perù. Si trova nella regione di Lambayeque e si estende su una superficie di 162,86 chilometri quadrati.

Istituito il 29 gennaio 1998, ha per capitale la città di Cayalti; nel censimento 2005 contava 17.224 abitanti.